# Wandelroute GR5A

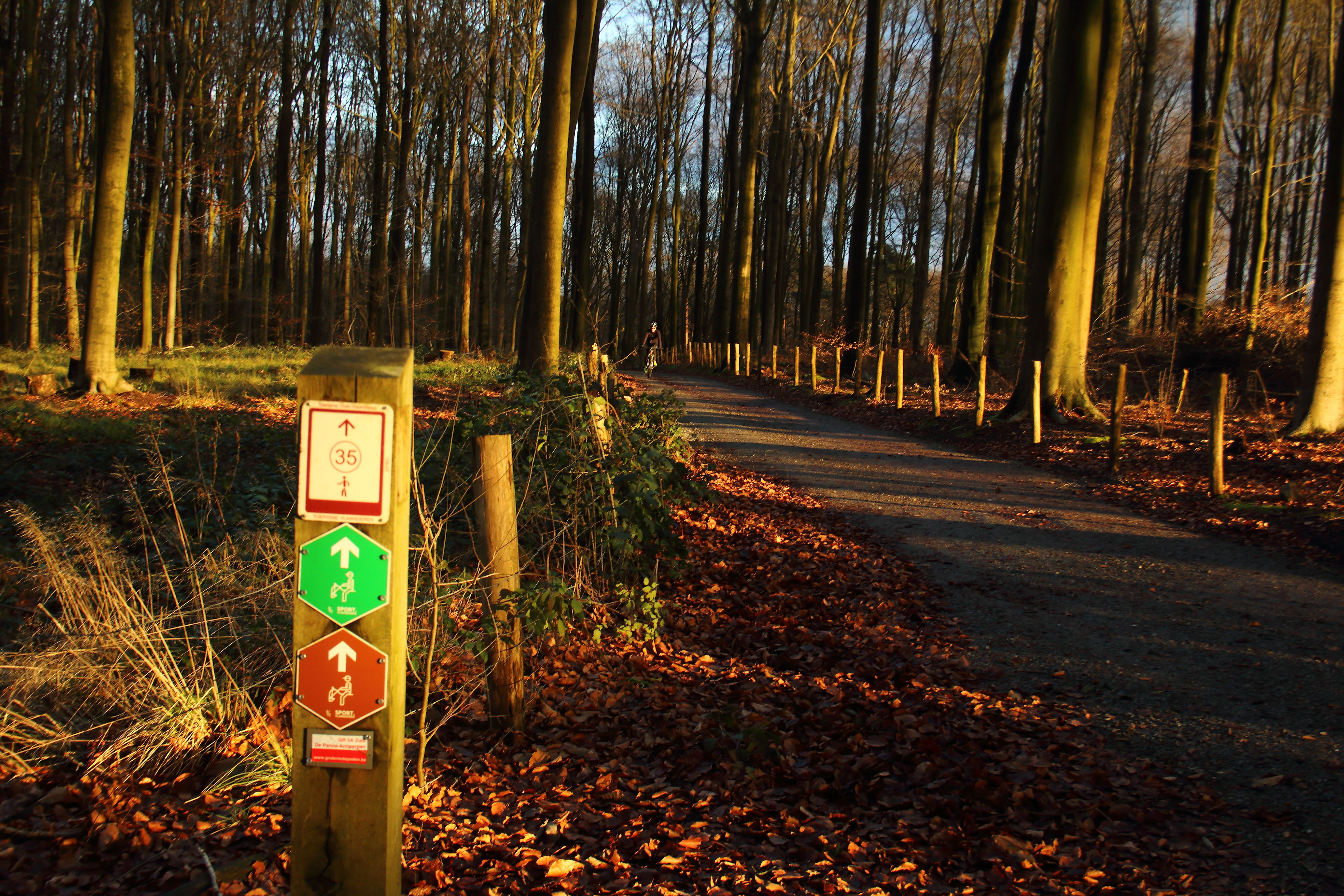
De GR5A in het Muziekbos

De wandelroute GR5A, ook wel aangeduid als de Wandelronde van Vlaanderen, is 567 km lang.
Dit groteroutepad vormt een lus door de Belgische provincies Oost- en West-Vlaanderen en heeft een uitloper door de stad Antwerpen en de provincie van die naam.
Onder Zoersel sluit de GR5A aan op de GR5 die deel uitmaakt van de Europese wandelroute E2. Het gedeelte van de GR5A van Oostende via Ronse en Antwerpen naar Zoersel maakt eveneens deel uit van de E2 die namelijk in België en Engeland twee varianten kent. Tussen De Panne en de Damse Vaart bij Sluis loopt de GR5A samen met de Europese wandelroute E9; tussen Sluis en Hulst met het Nederlandse Grenslandpad.
Het globale verloop van de GR5A is vanaf Antwerpen: Antwerpen - Hulst - Sas van Gent - Strobrugge (Maldegem) - Damse Vaart (Sluis) - Damme - Brugge - De Haan - Oostende - Nieuwpoort - De Panne - Roesbrugge - Kemmel - Menen - Ronse - Geraardsbergen - Aalst - Temse - Antwerpen - Zoersel.